# YOSHIKIの作品
YOSHIKIの作品では、日本の音楽家であるYOSHIKIがソロ名義で発表した作品と、これまでに所属したグループの作品、それ以外で制作に名前がクレジットされている作品について記載する。

## ソロ作品

### スタジオ・アルバム
| 『Eternal Melody』                                                       | - 発売日：1993年4月21日 - レーベル：イーストワールド - フォーマット：CD        | 6  |
| 『ETERNAL MELODY II』                                                    | - 発売日：2005年3月23日 - レーベル：V-Project - フォーマット：CD               | 14 |
| 『YOSHIKI CLASSICAL』                                                    | - 発売日：2013年8月27日 - レーベル：X Project - フォーマット：CD、デジタル配信 | 4  |
| "—" はチャート入りしなかったか、その地域で発売されなかった事を意味する。 |                                                                                |    |

### コンピレーション・アルバム
| 『Yoshiki Selection』                                                    | - 発売日：1991年12月12日 - レーベル： Sony - フォーマット：CD   | 17 |
| 『Yoshiki Selection II』                                                 | - 発売日：1996年11月4日 - レーベル：Platinum - フォーマット：CD | 17 |
| "—" はチャート入りしなかったか、その地域で発売されなかった事を意味する。 |                                                                 |    |

### EP
| 『Yoshiki Melodies Classics -Japanese Edition-』                         | - 発売日：2013年9月25日 - レーベル： Japan Music Agency - フォーマット：デジタル配信 | — |
| "—" はチャート入りしなかったか、その地域で発売されなかった事を意味する。 |                                                                                      |   |

### シングル

#### リード・アーティスト・シングル
| 「Amethyst」                                                             | 1993年 | 5  | —  | 『Eternal Melody』    |
| 「Foreign Sand」 （YOSHIKI & ROGER TAYLOR名義）                          | 1994年 | 13 | 26 | 『ハピネス?』         |
| 「BLUE SKY HEAVEN」※                                                     | 2009年 | —  | —  | N/A                   |
| 「ゴールデングローブのテーマ」※                                          | 2013年 | —  | —  | 『YOSHIKI CLASSICAL』 |
| 「Red Swan」 （YOSHIKI feat. HYDE名義）                                  | 2018年 | 4  | —  | N/A                   |
| "—" はチャート入りしなかったか、その地域で発売されなかった事を意味する。 |        |    |    |                       |

^※デジタル配信のみ。

#### フィーチャード・シングル
| 「クリスタルピアノのキミ」 （Toshl feat. YOSHIKI）                       | 2011年 | — | 『武士JAPAN-BEST-2010～2011』 |
| 「春の願い」 （Toshl feat. YOSHIKI）                                     | 2011年 | — | 『武士JAPAN-BEST-2010～2011』 |
| 「Miracle」※ （サラ・ブライトマン feat. YOSHIKI）                        | 2018年 | — | 『HYMN～永遠の讃歌』          |
| 「ZIPANG」 （HYDE feat. YOSHIKI）                                        | 2019年 | 6 | 『anti』                      |
| "—" はチャート入りしなかったか、その地域で発売されなかった事を意味する。 |        |   |                               |

^※デジタル配信のみ。

### 参加作品
| 楽曲                       | 年     | アルバム                       |
| -------------------------- | ------ | ------------------------------ |
| 「ブラック・ダイヤモンド」 | 1994年 | 『トリビュート -KISS MY ASS-』 |
| 「GOOD-BYE」               | 1999年 | 『hide TRIBUTE SPIRITS』       |

### 映像作品
| タイトル                                                                                       | 詳細                                                                                |
| ---------------------------------------------------------------------------------------------- | ----------------------------------------------------------------------------------- |
| 『SPECIAL LIVE/1991.12.5 VIRGINITY』                                                           | - 発売日：1992年3月25日 - レーベル：Epic/Sony - フォーマット：LD、VHS               |
| 『天皇陛下御即位十年をお祝いする国民祭典』                                                     | - 発売日：2000年3月1日 - レーベル：天皇陛下御即位十年奉祝委員会 - フォーマット：VHS |
| 『YOSHIKI Symphonic Concert 2002 with Tokyo City Phillharmonic Orchestra featuring VIOLET UK』 | - 発売日：2005年3月30日 - レーベル：V-Project - フォーマット：DVD                   |
| 『Toshl Feat. YOSHIKI with MIKUNI』                                                            | - 発売日：2011年6月25日 - レーベル：Inc Maco - フォーマット：DVD                    |
| 『YOSHIKI: Under The Sky』                                                                     | - 配信日：未定 - 「YouTube Originals」作品                                          |

## グループ作品
X JAPAN
Violet UK
L・O・X
V2
- 「背徳の瞳〜Eyes of Venus〜」（1992年1月18日）#2

globe
YOSHIKIは2002年9月1日にglobeに加入したが、2005年にYOSHIKIを加えて活動する際は「globe extreme」というグループ名になることが発表された。以下はその間、メンバーとしてYOSHIKIの名がクレジットされているglobeの作品。
- 「seize the light」（2002年11月27日）#8
- 『8 Years 〜Many Classic Moments〜』（2002年11月27日）#2
- 『Ballads & Memories』（2002年12月26日）#13
- 「get it on now feat. KEIKO」（2003年3月26日）#35
- 『LEVEL 4』（2003年3月26日）#17
- 『global trance best』（2003年9月3日）#15

## クレジット作品

### アルバム
| 年     | タイトル                                                                               | アーティスト           | クレジット                                                                   |
| ------ | -------------------------------------------------------------------------------------- | ---------------------- | ---------------------------------------------------------------------------- |
| 1989年 | 『THE INNER GATES』                                                                    | BAKI                   | 「IN MY HEART CAVE」を編曲                                                   |
| 1990年 | 『Habit of Sex』                                                                       | EX-ANS                 | 「Different Malice」にピアノで参加                                           |
| 1994年 | 『灰とダイヤモンド』                                                                   | GLAY                   | プロデュース、エグゼクティブ・プロデュース、「RAIN」を作詞・作曲、全曲を編曲 |
| 1995年 | 『SPEED POP』                                                                          | GLAY                   | エグゼクティブ・プロデュース、「RAIN」（アルバム・バージョン）をプロデュース |
| 1996年 | 『BEAT out!』                                                                          | GLAY                   | エグゼクティブ・プロデュース                                                 |
| 1996年 | 『BELOVED』                                                                            | GLAY                   | エグゼクティブ・プロデュース                                                 |
| 1997年 | 『Spoof?』                                                                             | Dear                   | エグゼクティブ・プロデュース                                                 |
| 1997年 | 『REVIEW-BEST OF GLAY』                                                                | GLAY                   | エグゼクティブ・プロデュース                                                 |
| 1998年 | 『GLAY SONG BOOK 〜TBS系金曜ドラマ「略奪愛・アブない女」オリジナル・サウンドトラック』 | GLAY                   | エグゼクティブ・プロデュース                                                 |
| 2001年 | 『クサ イキレ』                                                                        | PICK 2 HAND            | エグゼクティブ・プロデュース                                                 |
| 2001年 | 『L MEGA MIX』                                                                         | ラヴィアンローズ       | エグゼクティブ・プロデュース                                                 |
| 2001年 | 『IMagination∞lenS』                                                                   | BEAST                  | エグゼクティブ・プロデュース                                                 |
| 2001年 | 『APOCALYPSE』                                                                         | YOUTHQUAKE             | エグゼクティブ・プロデュース                                                 |
| 2001年 | 『ヒューマニスティック』                                                               | アバンダンド・プールズ | エグゼクティブ・プロデュース                                                 |
| 2001年 | 『ビリーヴァー』                                                                       | ローラ・ドーン         | エグゼクティブ・プロデュース、「アイ・ウッド」をプロデュース                 |
| 2001年 | 『SUPER TURTLE ATTACK』                                                                | LADIES ROOM            | エグゼクティブ・プロデュース                                                 |
| 2002年 | 『You I Lov///』                                                                       | sub.bionic             | エグゼクティブ・プロデュース                                                 |
| 2002年 | 『ビフォア・ザ・ビギニング』                                                           | エイジア・ダシュール   | エグゼクティブ・プロデュース、「シャドウ・オブ・ザ・セインツ」をプロデュース |
| 2002年 | 『ゼロスペース』                                                                       | キドニーシーヴス       | エグゼクティブ・プロデュース                                                 |
| 2002年 | 『glory days』                                                                         | revenus                | エグゼクティブ・プロデュース                                                 |
| 2002年 | 『Jewelry Box』                                                                        | 工藤静香               | エグゼクティブ・プロデュース                                                 |
| 2002年 | 『L STYLE』                                                                            | ラヴィアンローズ       | エグゼクティブ・プロデュース                                                 |
| 2002年 | 『昭和の階段 Vol.1』                                                                   | 工藤静香               | エグゼクティブ・プロデュース                                                 |
| 2003年 | 『歌人』                                                                               | チョ・ソンモ           | 「君だけだから」を作曲                                                       |
| 2003年 | 『「愛・地球博」presents GLOBAL HARMONY』                                              | オムニバス             | 「I'LL BE YOUR LOVE」（英語バージョン）を作詞・作曲・編曲、プロデュース      |
| 2004年 | 『TAKARAZUKA舞夢!』                                                                    | 宝塚歌劇花組           | 「世界の終りの夜に」を作曲                                                   |
| 2005年 | 『Love the Earth』                                                                     | オムニバス             | 「I'LL BE YOUR LOVE」（英語バージョン）を作詞・作曲・編曲、プロデュース      |
| 2007年 | 『カタコンベ』                                                                         | サウンドトラック       | プロデュース                                                                 |
| 2008年 | 『REPO! レポ』                                                                         | サウンドトラック       | プロデュース                                                                 |

### シングル
| 年     | タイトル                                | アーティスト   | クレジット                                                   | 備考 |
| ------ | --------------------------------------- | -------------- | ------------------------------------------------------------ | --- |
| 1986年 | 「Mystery Temptation」                  | POISON         | プロデュース                                                 | |
| 1993年 | 「今を抱きしめて」                      | NOA            | 作詞・作曲・編曲、プロデュース                               | |
| 1994年 | 「RAIN」                                | GLAY           | 作詞・作曲・編曲、プロデュース、エグゼクティブ・プロデュース | |
| 1994年 | 「真夏の扉」                            | GLAY           | エグゼクティブ・プロデュース                                 | |
| 1994年 | 「彼女の“Modern…”」                     | GLAY           | エグゼクティブ・プロデュース                                 | |
| 1995年 | 「Freeze My Love」                      | GLAY           | エグゼクティブ・プロデュース                                 | |
| 1995年 | 「ずっと2人で…/GONE WITH THE WIND」     | GLAY           | エグゼクティブ・プロデュース                                 | |
| 1995年 | 「Yes, Summerdays」                     | GLAY           | エグゼクティブ・プロデュース                                 | |
| 1995年 | 「生きてく強さ」                        | GLAY           | エグゼクティブ・プロデュース                                 | |
| 1996年 | 「グロリアス」                          | GLAY           | エグゼクティブ・プロデュース                                 | |
| 1996年 | 「Melody」                              | Dear           | エグゼクティブ・プロデュース                                 | |
| 1996年 | 「BELOVED」                             | GLAY           | エグゼクティブ・プロデュース                                 | |
| 1996年 | 「最高の夜を/Shine」                    | Dear           | エグゼクティブ・プロデュース                                 | |
| 1996年 | 「a Boy〜ずっと忘れない〜」             | GLAY           | エグゼクティブ・プロデュース                                 | |
| 1997年 | 「涙 きえるまで」                       | Dear           | エグゼクティブ・プロデュース                                 | |
| 1997年 | 「口唇」                                | GLAY           | エグゼクティブ・プロデュース                                 | |
| 1997年 | 「Pure〜この空の下で」                  | Dear           | エグゼクティブ・プロデュース                                 | |
| 1997年 | 「After The Rain」                      | Dear           | エグゼクティブ・プロデュース                                 | |
| 1997年 | 「moment」                              | 西城秀樹       | 作曲・編曲、プロデュース                                     | |
| 1997年 | 「HOWEVER」                             | GLAY           | エグゼクティブ・プロデュース                                 | |
| 1998年 | 「WORLDWIDE LOVE -愛こそすべて-」       | Dear           | エグゼクティブ・プロデュース                                 | |
| 1998年 | 「誘惑」                                | GLAY           | エグゼクティブ・プロデュース                                 | |
| 1998年 | 「SOUL LOVE」                           | GLAY           | エグゼクティブ・プロデュース                                 | |
| 1998年 | 「REJECT」                              | Breath         | エグゼクティブ・プロデュース                                 | |
| 1998年 | 「OVER DAYS」                           | Dear           | エグゼクティブ・プロデュース                                 | |
| 1998年 | 「ヒマワリ」                            | RAMAR          | エグゼクティブ・プロデュース                                 | |
| 1998年 | 「Begin」                               | 北野井子       | 作詞・作曲・編曲、プロデュース                               | |
| 1998年 | 「綺麗な君の愛し方」                    | Dear           | エグゼクティブ・プロデュース                                 | |
| 1998年 | 「time go around」                      | RAMAR          | エグゼクティブ・プロデュース                                 | |
| 1998年 | 「Be my self」                          | Breath         | エグゼクティブ・プロデュース                                 | |
| 1998年 | 「薔薇と緑」                            | 北野井子       | 作詞・作曲・編曲、プロデュース                               | |
| 1999年 | 「アクロの丘」                          | Dir en grey    | 編曲、プロデュース                                           | |
| 1999年 | 「残-ZAN-」                             | Dir en grey    | 編曲、プロデュース                                           | |
| 1999年 | 「ゆらめき」                            | Dir en grey    | 編曲、プロデュース                                           | |
| 1999年 | 「Cage」                                | Dir en grey    | 編曲、プロデュース                                           | |
| 1999年 | 「予感」                                | Dir en grey    | 編曲、プロデュース                                           | |
| 2000年 | 「Pearl」                               | Shiro          | 編曲、プロデュース、エグゼクティブ・プロデュース             | |
| 2000年 | 「LR-7」                                | BEAST          | 編曲、プロデュース、エグゼクティブ・プロデュース             | |
| 2000年 | 「Happy Driving」                       | Revenus        | エグゼクティブ・プロデュース                                 | |
| 2000年 | 「Chemical」                            | BEAST          | 編曲、プロデュース、エグゼクティブ・プロデュース             | |
| 2000年 | 「深紅の花」                            | 工藤静香       | 作詞・作曲・編曲、プロデュース、エグゼクティブ・プロデュース | |
| 2000年 | 「透明な自分」                          | Shiro          | トータル・プロデュース、エグゼクティブ・プロデュース         | |
| 2001年 | 「千の瞳」                              | revenus        | 編曲、プロデュース、エグゼクティブ・プロデュース             | |
| 2001年 | 「VISION」                              | BEAST          | エグゼクティブ・プロデュース                                 | |
| 2001年 | 「Flower」                              | revenus        | 編曲、プロデュース、エグゼクティブ・プロデュース             | |
| 2001年 | 「DIGITAL CRAZY KONG」                  | BRAIN DRIVE    | エグゼクティブ・プロデュース                                 | |
| 2001年 | 「ライラック」                          | フランジャーズ | エグゼクティブ・プロデュース                                 | |
| 2002年 | 「新しいドア」                          | フランジャーズ | エグゼクティブ・プロデュース                                 | |
| 2002年 | 「maple」                               | 工藤静香       | エグゼクティブ・プロデュース                                 | |
| 2002年 | 「アカシア」                            | revenus        | エグゼクティブ・プロデュース                                 | |
| 2002年 | 「よるごえ」                            | PICK 2 HAND    | エグゼクティブ・プロデュース                                 | |
| 2003年 | 「I'll Be Your Love」                   | DAHLIA         | 作詞・作曲・編曲、プロデュース                               | |
| 2004年 | 「Scorpio」                             | TRAX           | 作詞・作曲・編曲、プロデュース                               | |
| 2005年 | 「Rhapsody」                            | TRAX           | 作詞・編曲、プロデュース                                     | |
| 2005年 | 「Blaze Away」                          | TRAX           | プロデュース                                                 | |
| 2016年 | 「薔薇のように咲いて 桜のように散って」 | 松田聖子       | 作詞・作曲・編曲                                             | |
| 2020年 | 「Imitation Rain」                      | SixTONES       | 作詞・作曲・編曲、プロデュース                               | |
| 2023年 | 「Crazy Love」                          | XY             | 作詞・作曲・編曲、プロデュース                               | |
| 2025年 | 「Butterfly」                           | 美麗-Bi-ray-   | 作詞・作曲・編曲、プロデュース                               | 日本テレビ系列のオーディション番組『歌唱王』の審査員をYOSHIKI自身が務め、4人が出演したことがきっかけとなり、グループを結成した美麗-Bi-ray-のデビュー曲。ハリウッド映画『BRIDE HARD』主題歌。 |